# Eudes de Porhoet
Eudes, Eudó o Eó II de Porhoët va néixer al començament del segle xii i va morir després de 1173. Era el fill de Geoffroy, vescomte de Porhoët i de la seva esposa Hadvisa. L'antic comtat del Porhoët estava situat al centre de Bretanya a la regió de Pontivy-Josselin-Ploërmel i de la Trinité-Porhoet.
Fou el segon marit de Berta de Bretanya i, per tant, gendre del duc de Bretanya Conan III. Quan aquest va desheretar al seu fill Hoel per causa d'il·legitimitat, va designar hereva a la seva filla Berta i al seu net Conan IV. Eudes va exercir la regència a partir de 1148 i no tenia la intenció de restituir el tron ducal al seu titular designat.
El 1154, Conan IV ja major d'edat, es va aliar al seu oncle Hoel, comte de Nantes, però derrotat pel seu tutor, el jove duc es va haver de refugiar a Anglaterra a la cort d'Enric II que li va confirmar la possessió de l'Honor de Richmond que havia heretat del seu pare. Aquest honor consistia en un conjunt de terres i d'ingressos al Yorkshire. Conan va rebre ajuda militar anglesa que li va permetre tornar a Bretanya i reunir alguns senyor feudals, però la seva posició de vassall del rei d'Anglaterra provocava l'oposició de la major part dels senyors bretons que donaren suport a Eudes de Porhoët. No obstant aquest fou finalment derrotat i es va haver de refugiar fora de Bretanya.
Conan IV fou proclamat duc el 1156 i el mateix any els nantesos van expulsar Hoel III, aliat de'Eudes, i van proclamar comte a un germà segon d'Enric II, Jofré o Godofreu Plantagenet, comte de Maine i d'Anjou. El comtat de Nantes va quedar separat del ducat i agregat a l'Anjou i a la mort de Jofré el 1158 va passar al seu germà i hereu Enric II d'Anglaterra que va refusar l'intent de Conan d'ocupar el comtat.
Eudes de Porhoët va organitzar una nova revolta que va aconseguir alguns èxits però al mateix temps va donar un pretext a Enric II le prétexte per intervenir a Bretanya 
amb un exèrcit que va ocupar el castell de Josselin el 1168. Enric II va desposseir Eudes de Porhoët del comtat de Porhoët, i finalment, després d'una darrera revolta el 1173, del comtat de Penthièvre.
Eudes va morir després d'aquesta data en circumstàncies desconegudes.

## Font parcial
- André Chédeville & Noël-Yves Tonnerre, La Bretagne féodale XIe-XIIIe siècle. Ouest-France, Université Rennes (1987) ISBN 2727200122 Error en ISBN: suma de verificació no vàlida.
- Etienne Gasche, Petite histoire des Rois et Ducs de Bretagne, éditions Yoran Embanner, 2006, ISBN 2-9521446-7-2